# Ураноторіаніт
Ураноторіані́т (англ. uranothorianite; нім. Uranothjrianit m) — мінерал, за складом проміжний між уранінітом та торіанітом. Назва — R.C.Wells, J.C.Fairschild, C.S.Ross, 1933.

## Опис
Хімічна формула: (Th, U)O2.
Сингонія кубічна. Утворює кубічні кристали, дрібні зерна. Спайність по (100) недосконала. Густина 8,97-9,33. Твердість 6,75-7,25. Колір чорний. Блиск алмазний, напівметалічний. Риса чорна, зеленувата. У тонких уламках просвічує жовтуватим кольором. Дуже радіоактивний.

## Поширення
Зустрічається у серпентинітах і метаморфізованих вапняках, карбонатитах. Рідкісний. Знайдений у Палабора, провінція Трансвааль, ПАР.